# Neacoryphus bicrucis
Neacoryphus bicrucis är en insektsart som först beskrevs av Thomas Say 1825.  Neacoryphus bicrucis ingår i släktet Neacoryphus och familjen fröskinnbaggar. Inga underarter finns listade i Catalogue of Life.